# Wilki (zespół muzyczny)

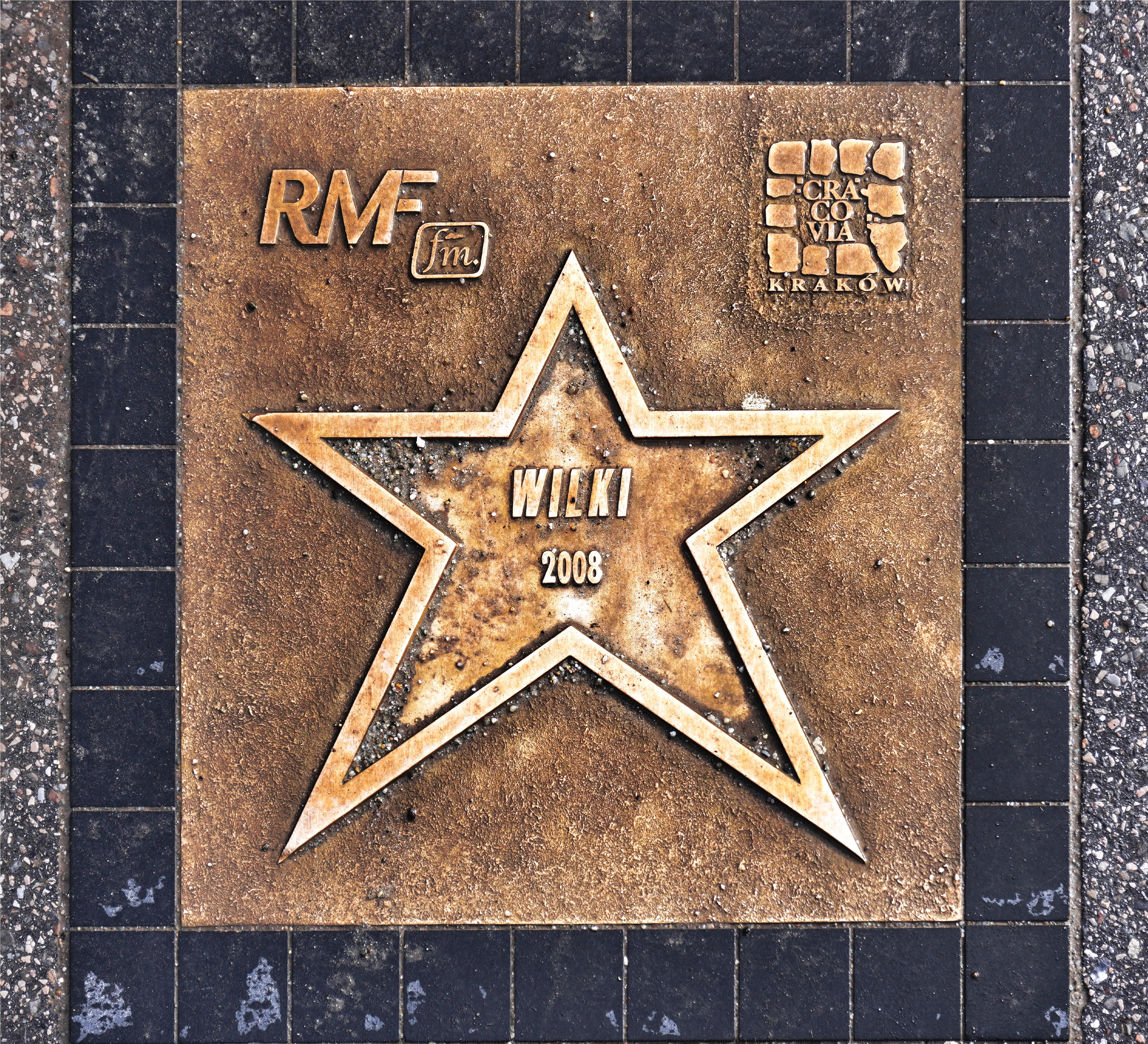
Gwiazda Wilków na Alei Gwiazd w Krakowie

Wilki – polski zespół rockowy, później pop-rockowy, założony przez Roberta Gawlińskiego, kompozytora i autora tekstów.

## Historia

### Początki (1991–1994)
Zespół został założony przez Roberta Gawlińskiego w czerwcu 1991. W początkowym okresie w formacji grali m.in. Andrzej Zeńczewski, Piotr Kokosiński czy Robert Ochnio. Przed nagraniem pierwszej płyty zmarł nagle basista zespołu, Adam Żwirski, któremu lider grupy zadedykował utwór „Son of the Blue Sky”. Z powodu śmierci muzyka debiutantów wsparła w studio sekcja rytmiczna, którą tworzyli Krzysztof Ścierański i Marek Surzyn. Ostateczny skład zespołu uformował się po nagraniu płyty.
W maju 1992 ukazał się krążek pt. Wilki, który okazał się bestsellerem, osiągając wynik ponad 220 tys. sprzedanych egzemplarzy. Wszystkie utwory na płycie były autorstwa Roberta Gawlińskiego, lidera grupy. Album promowały single „Son of the Blue Sky”, „Aborygen” i „Eli lama sabachtani”. W 1993 ukazał się drugi album zespołu pt. Przedmieścia, który różnił się od poprzednika bardziej rockowym i funkowym brzmieniem. Album został dobrze przyjęty przez publiczność, promowały go single „Nie zabiję nocy” oraz „Moja Baby”. W kolejnym roku premierę miał pierwszy koncertowy i akustyczny album grupy pt. Acousticus Rockus, na którym znalazły się kompozycje z dwóch pierwszych płyt, kilka nowych piosenek, a także nowa wersja przeboju „Sen o Warszawie” z repertuaru Czesława Niemena.

### Zawieszenie działalności i solowe projekty (1995–1999)
W 1995 zespół zawiesił działalność. Robert Gawliński niedługo później wydał pierwszy solowy album pt. Solo, a Mikis Cupas i Marek Chrzanowski zaangażowali się w projekt pt. Hopsa. W latach 1997–1999 Gawliński wydał jeszcze trzy solowe albumy: Kwiaty jak relikwie, X i Gra.

### Reaktywacja zespołu (2000–2003)
W 2000 ukazał się album kompilacyjny Wilków pt. Największe przeboje zawierający piosenki wybrane zarówno z dotychczasowej dyskografii formacji, jak i solowego dorobku Gawlińskiego. Wydanie albumu doprowadziło do ponownego spotkania się muzyków zespołu i reaktywowania grupy. W 2001 grupa wyruszyła w trasę koncertową i rozpoczęła pracę nad nowym albumem. W 2002 premierę miał utwór „Baśka”, za którym Wilki zdobyły główną nagrodę na 39. Krajowym Festiwalu Piosenki Polskiej w Opolu. Pod koniec sierpnia 2002 zespół wydał album pt. 4, który zdobył dużą popularność m.in. dzięki singlowi „Baśka”. W 2003 ukazała się reedycja albumu, wzbogacona o wywiady z muzykami i piosenkę „Here I Am”, z którą zespół zajął drugie miejsce w finale w krajowych eliminacji do Konkursu Piosenki Eurowizji. Piosenka dotarła do czołówki notowania 30 ton lista, lista.

### Nowe albumy i sukcesy (2004–2009)
W 2004 zespół nagrał i wydał kolejny album pt. Watra. Płytę promował utwory „Bohema” i „Słońce pokonał cień”. Na początku 2006 nastąpiły zmiany w składzie formacji: z zespołu odeszli perkusista Marcin Szyszko i basista Marcin Ciempiel, którzy zastąpieni zostali przez Huberta Gasiula i Leszka Biolika. W tym samym roku zespół został nagrodzony Bursztynowym Słowikiem w kategorii Nadzieja roku podczas festiwalu sopockiego w 2006 oraz kilkoma Mikrofonami Popcornu. Na przestrzeni lat zespół zdobył też kilka nagród Fryderyków. 10 listopada 2006 ukazał się nowy album zespołu pt. Obrazki, na którym znalazły się single „Na zawsze i na wieczność” i „Love Story”. W maju 2008 zespół nagrał utwór „Idziemy na mecz” z myślą o Mistrzostwach Europy w Piłce Nożnej, który to został zaprezentowany podczas konkursu premier na 45. KFPP w Opolu. 27 lutego 2009 zespół zagrał koncert MTV Unplugged w warszawskim Studio Buffo, na którym gościnnie wystąpiły Kasia Kowalska i Reni Jusis. Koncert, nagrany przy akompaniamencie czteroosobowej sekcji smyczkowej i dwuosobowej sekcji dętej, miał telewizyjną premierę 8 kwietnia, a także został wydany na albumie pt. MTV Unplugged: Wilki, który uzyskał status złotej płyty, a w lutym 2010 uzyskał nominację do nagrody polskiego przemysłu fonograficznego Fryderyka dla rockowej płyty roku.

### Ponowne zawieszenie działalności i powrót (2010–2018)
Na wiosnę 2010 zespół ponownie zawiesił działalność, a Gawliński nagrał piąty solowy album, przy którym pracował z gitarzystą Leszkiem Biolikiem. Na początku 2011 muzyk opuścił skład Wilków, a jego miejsce zajął Stanisław Wróbel. Skład uzupełnił wówczas także gitarzysta Maciej Gładysz. 6 listopada 2012 nakładem wytwórni Sony Music został wydany siódmy album studyjny Wilków pt. Światło i mrok, który był promowany przez utwór „Czystego serca”.
W lipcu 2014 Wróbel odszedł z zespołu, a po latach do składu wrócił Marcin Ciempiel. Do grupy dołączył także syn Roberta Gawlińskiego, Beniamin. 15 kwietnia 2016 ukazała się kolejna płyta Wilków pt. Przez dziewczyny, a w maju 2018 – album pt. 26/26. 

### Ostatnie zmiany w składzie (od 2019)
W 2019 z zespołu odszedł Marcin Ciempiel, a jego miejsce zastąpił drugi syn Roberta Gawlińskiego, Emanuel.

## Skład
| Obecni członkowie - Robert Gawliński – śpiew, gitara (1991–1995, od 2001) - Beniamin Gawliński – gitara, instrumenty klawiszowe (od 2014) - Emanuel Gawliński – gitara basowa (od 2019) - Mikis Cupas – gitara (1991–1995, od 2001) - Maciej Gładysz – gitara (1991–1992, od 2011) - Adam Kram – perkusja (od 2019) | Byli członkowie - Michał Rollinger – instrumenty klawiszowe (1992) - Adam Żwirski (nie żyje) – gitara basowa (1991) - Marek Chrzanowski – gitara basowa (1992–1995, 2001–2002) - Marcin Ciempiel – gitara basowa (2002–2005, 2014–2019) - Andrzej Smolik – instrumenty klawiszowe (1993–1995, 2001–2011) - Leszek Biolik – gitara basowa (2006–2011) - Dariusz Nowak – perkusja - Marcin Szyszko (nie żyje) – perkusja (1992–1995, 2001–2006) - Hubert Gasiul – perkusja (2006–2019) - Stanisław Wróbel – gitara basowa (2011–2014) |

## Dyskografia
| 1992                           | Wilki - Data: 8 maja 1992 - Wydawca: MJM Music                              | 39 | - 2x platynowa płyta    |
| 1993                           | Przedmieścia - Data: 1 października 1993 - Wydawca: MJM Music               | —  | - platynowa płyta       |
| 2002                           | 4 - Data: 2 września 2002 - Wydawca: Pomaton EMI                            | 1  | - ZPAV: platynowa płyta |
| 2004                           | Watra - Data: 8 listopada 2004 - Wydawca: Pomaton EMI                       | 1  | - złota płyta           |
| 2006                           | Obrazki - Data: 13 listopada 2006 - Wydawca: EMI Music Poland               | 11 | - złota płyta           |
| 2012                           | Światło i mrok - Data: 6 listopada 2012 - Wydawca: Sony Music Entertainment | 12 |                         |
| 2016                           | Przez dziewczyny - Data: 15 kwietnia 2016 - Wydawca: Wilki S.C.             | 6  |                         |
| 2022                           | Wszyscy marzą o miłości - Data: 23 września 2022 - Wydawca: Agora           | 7  |                         |
| „—” pozycja nie była notowana. |                                                                             |    |                         |

| 2000                           | Największe przeboje - Data: 27 października 2000 - Wydawca: Sony Music | 28 |  |
| 2018                           | 26/26 - Data: 11 maja 2018 - Wydawca: Universal Music Polska           | 26 |  |
| „—” pozycja nie była notowana. |                                                                        |    |  |

| 1994                           | Acousticus Rockus - Data: 14 października 1994 - Wydawca: MJM Music | —  |                     |
| 2002                           | Wilki Live - Data: 18 listopada 2002 - Wydawca: Sony Music Polska   | 32 |                     |
| 2009                           | MTV Unplugged - Data: 5 czerwca 2009 - Wydawca: EMI Music Poland    | 8  | - ZPAV: złota płyta |
| „—” pozycja nie była notowana. |                                                                     |    |                     |

| Rok                                                                    | Tytuł                    | Pozycja na liście | Pozycja na liście | Pozycja na liście | Pozycja na liście | Album                   |
| Rok                                                                    | Tytuł                    | LP3               | SLiP              | RMF               | WiR               | Album                   |
| ---------------------------------------------------------------------- | ------------------------ | ----------------- | ----------------- | ----------------- | ----------------- | ----------------------- |
| 2000                                                                   | Beze mnie o mnie         | —                 | —                 | X                 | —                 | Największe przeboje     |
| 2001                                                                   | O miłości                | —                 | —                 | —                 | —                 | Największe przeboje     |
| 2002                                                                   | Baśka                    | 1                 | 9                 | 1                 | 1                 | 4                       |
| 2002                                                                   | Urke                     | 4                 | 13                | 1                 | 1                 | 4                       |
| 2002                                                                   | Ja ogień ty woda         | 23                | 41                | 1                 | 1                 | 4                       |
| 2003                                                                   | Here I Am                | 14                | 45                | 1                 | —                 | 4                       |
| 2003                                                                   | Wolność jak marzenia     | —                 | —                 | —                 | 3                 | 4                       |
| 2004                                                                   | Bohema                   | 5                 | 31                | 1                 | 1                 | Watra                   |
| 2005                                                                   | Słońce pokonał cień      | 12                | 12                | 1                 | 2                 | Watra                   |
| 2005                                                                   | Niech mówi serce         | 39                | 15                | 1                 | 2                 | Watra                   |
| 2006                                                                   | Atlantyda łez            | 46                | 24                | 1                 | 2                 | Watra                   |
| 2006                                                                   | Na zawsze i na wieczność | 34                | 19                | 1                 | 1                 | Obrazki                 |
| 2007                                                                   | Love Story               | —                 | 14                | 4                 | 1                 | Obrazki                 |
| 2007                                                                   | Zostać mistrzem          | 49                | —                 | —                 | 6                 | Obrazki                 |
| 2008                                                                   | Idziemy na mecz          | —                 | —                 | —                 | 2                 | —                       |
| 2012                                                                   | Czystego serca           | —                 | —                 | 3                 | 1                 | Światło i mrok          |
| 2013                                                                   | Miłości kwiat nieśmiały  | —                 | —                 | —                 | —                 | Światło i mrok          |
| 2016                                                                   | Przez dziewczyny         | —                 | 20                | 5                 | 5                 | Przez dziewczyny        |
| 2016                                                                   | Wenus, tu Mars           | —                 | —                 | 12                | 5                 | Przez dziewczyny        |
| 2016                                                                   | Stać się innym           | —                 | —                 | —                 | —                 | Przez dziewczyny        |
| 2017                                                                   | W drodze do marzeń       | —                 | 28                | —                 | 2                 | Przez dziewczyny        |
| 2018                                                                   | Na krawędzi życia        | 29                | 31                | 2                 | 1                 | 26/26                   |
| 2022                                                                   | Liczysz się tylko ty     | X                 | 22                | 1                 | 1                 | Wszyscy marzą o miłości |
| 2022                                                                   | Podzielony świat         | X                 | —                 | —                 | —                 | Wszyscy marzą o miłości |
| „—” pozycja nie była notowana. „X” lista nie istniała w danym okresie. |                          |                   |                   |                   |                   |                         |

| Rok                            | Tytuł                      | Pozycja na liście | Pozycja na liście | Pozycja na liście | Album             |
| Rok                            | Tytuł                      | LP3               | SLiP              | WiR               | Album             |
| ------------------------------ | -------------------------- | ----------------- | ----------------- | ----------------- | ----------------- |
| 1992                           | Eroll                      | 5                 | —                 | —                 | Wilki             |
| 1992                           | Son of the Blue Sky        | 1                 | —                 | —                 | Wilki             |
| 1992                           | Aborygen                   | 1                 | —                 | —                 | Wilki             |
| 1993                           | Eli lama sabachtani        | 2                 | —                 | —                 | Wilki             |
| 1993                           | N'Avoie                    | 4                 | —                 | 5                 | Przedmieścia      |
| 1993                           | Nie zabiję nocy            | 4                 | —                 | 6                 | Przedmieścia      |
| 1993                           | Ballada Emanuel            | 5                 | —                 | —                 | Przedmieścia      |
| 1994                           | Moja „Baby”                | 3                 | —                 | —                 | Przedmieścia      |
| 1994                           | Jeden raz odwiedzamy świat | 8                 | —                 | —                 | Przedmieścia      |
| 1994                           | Letnia piosenka            | 34                | —                 | —                 | Przedmieścia      |
| 1994                           | A moje bóstwa płaczą       | 9                 | 11                | —                 | Acousticus Rockus |
| 1995                           | Sen o Warszawie            | 4                 | 18                | —                 | Acousticus Rockus |
| 2009                           | Obudź mnie                 | —                 | —                 | 7                 | MTV Unplugged     |
| 2012                           | Rachela                    | 32                | —                 | —                 | —                 |
| 2013                           | Spłonąć i odejść           | 31                | —                 | —                 | Światło i mrok    |
| „—” pozycja nie była notowana. |                            |                   |                   |                   |                   |